# Среден път
Средният път или средната пътека (пали: маджихима патипада; санскрит: мадхяма патипад) е термин, който Сидхарта Гаутама използва, за да опише характера на пътя, водещ до освобождение.
В махаяна-будизма понятието среден път се отнася до прозрението за пустотата, което отива отвъд крайностите за съществуването и несъществуването.

## Теравада
В Пали канона на Теравада будизма изразът Среден Път е използван в първата проповед на Гаутама Буда (Дхамачакапаватана сутра), за да се опише Благородният Осмократен Път като път между всички противоположности на лишения и чувствено задоволяване. По-късно в пали литературата отново се използва фразата Среден Път относно учението на Буда за зависимия произход като възглед, който е между противоположностите на етернализма и нихилизма.

### Благородният осмократен път
Терминът Среден път е използван в Дхамачакапаватана сутта и е първото учение, което Буда произнася веднага след като постига просветление . В тази сутра Буда описва средния път като умереност между противоположностите на чувственото удовлетворяване и самоумъртвяването. Това, според него е пътят на мъдростта.

Монаси, тези две противоположности не трябва да се практикуват от човек, който се отказал от семейния живот. (Кои са двете?) Съществува пристрастяване към задоволяването на сетивните удоволствия, което е нисш, груб, път на обикновените хора, недостоен и напразен; съществува и пристрастяване към само-умъртвяването, което е болезнено, недостойно и напразно.

Избягвайки тези две крайности, Татхагата (Съвършения) осъзнал Средния Път; това му дало представа, знание и го довело до спокойствие, прозрение, просветление и до Нибана. И какъв е Средният път осъзнат от Татхагата?... Това е Благородният Осмократен Път и нищо друго, именно: правилна гледна точка, правилен стремеж, правилно говорене, правилно действие, правилният начин на живот, правилно усилие, правилно мислене и правилна концентрация.

Според писмените източници, когато Буда произнесъл Дхамачакапаватана сутра, той обърнал вниманието си към петимата адепти, с които той преди практикувал аскетизъм. По-този начин, в личен план, както и в по-широк смисъл това е уместен упрек срещу крайностите (пали: анта) на самоумъртвяване (пали: ата-киламатха), присъщи на някои индийски шрамански практики от неговото време.

### Зависим произход
Зависимият произход описва съществуването на обекти и феномени като резултат от причини. Когато една причина се промени или изчезне, обектът на резултата или феномена също ще се промени или изчезне както ще зависят обектите на феномена от променения обект или феномен. По този начин, не съществува нищо, което да е вечно само по себе си или атман, а само зависимо съществуване и произход.
Но липсата на вечен атман не означава, че въобще не съществува нищо. Ранният будизъм има реалистичен подход, който отхвърля съществуването като такова на вечните и независими субстанции. Ето и гледната точка за Средния Път между вечността и унищожението:
| „ | Разбирането, което вижда „личността“ като съществуваща благодарение на причинно-следствена свързаност на зависимото възникване е представяно често като будистката представа за „среден“ (мадхяма) между възгледите на „етернализма“ и „нихилизма“. | “ |

### Анатман
Основна статия: Анатман
Зависимият произход разглежда човешките същества като лишени от лична същност или атман. В литературата на Теравада употреба на термина за „Средния път“ може да се намери в коментарите на Пали канона от 5 век:

Татхагата учи на Дхама чрез Средния път без да се отклонява към някоя от тези крайности – вечността или унищожението – като ги е изоставил без резерви. Той учи, докато въвежда в Средния път. Какво е това Дхама? Чрез формулата на зависимото възникване, резултата се появя чрез причината и се прекратява с прекратяването на причината, но не е описан никакъв деятел или преживелец [...].

Във Висудхимага откриваме следната мисъл:

„Зависимият произход“ (paticca-samuppada) представлява средният път, който отхвърля догмите „Този, който действа е онзи, който жъне“ и „Един действа, докато друг жъне“ (S.ii.20) ... "

В самия Пали Канон тази гледна точка не е ясно наречена „среден път“, а е наречена буквално „учение на средата.“

### Прераждане
Обусловено възникване дава основна причина за прераждане:

Обусловеното възникване е [...] „Средния път“, по който се избягват крайностите „вечността“ и "унищожението: оцеляването на един вечното себе си или пълното унищожение на човека при смърт.

В будистката Тхеравада сотериология не съществува трайно „аз“ нито пълно изчезване на „личността“ при смъртта, има само възникване и прекратяване на явленията свързани като причина и следствие 
Обусловеното възникване също така се описва като дванадесетте фактора на условния произход на страданието (дукха), което води до прераждане, от невежеството (авидя) до старост и смърт (джарамарана), и паралелно обратно в обратен ред взаимозависвързаното прекратяване на тези фактори (виж зависим произход и Дванадесет Нидан).

## Махаяна

### Мадхямака
В Махаяна будизма на школата Мадхямака („Среден път“) приема като факт „средния път“ като позиция между метафизичните твърдения, че нещата в крайна сметка както съществуват така и не съществуват.  Влиятелните Строфи за Средния Път на Нагарджуна, който групира ползването на термини, описващи реалността, които водят до превръщането на прозрението в празнота. Тези стихове съдържат една препратка към сута от самия Буда, наречени Качаянаготта сута от Самютта-никая:

„Всичко, което съществува“: Това е едната крайност.

„Всичко, което не съществува“: Това е втората крайност.

Избягвайте тези две крайности,

Татхагата учи на Дхамма т.е. на средата ... "

### Китайски будизъм

#### Тендай
В школата Тендай Средния Път се отнася за синтеза на тезата, че всички неща са „празни“ и антитезата, че всички неща имат проявено съществуване. 

#### Чан
В будизма Чан Средния Път описва реализацията да си свободен в едностранчива перспектива, която взима крайностите на всяка полярност като обективна реалност.
В глава десета на Олтарната Сутра Хуйнен дава указания за преподаване на Дарма. Хуйнен изброява 36 основни опозиции на съзнанието и обяснява как пътят е свободен и от двете крайности:

Ако някой пита за светското, използвайте двойно обратното на свещеното; ако пита за свещеното, използвайте обратното на светското двойно. Взаимното причинно-следствената връзка на Пътя на двойствеността, ражда смисъла на Средния Път. Така че, за един въпрос съответства една двойка на противоположностите и за останалите въпроси съответства една [двойка] като по този начин няма да загубиш основния принцип.